# 天神社 (大阪市福島区)
天神社（てんじんしゃ）は、大阪市福島区玉川にある神社。旧社格は村社。また、俗に福島 下の天神といわれることもある。

## 祭神

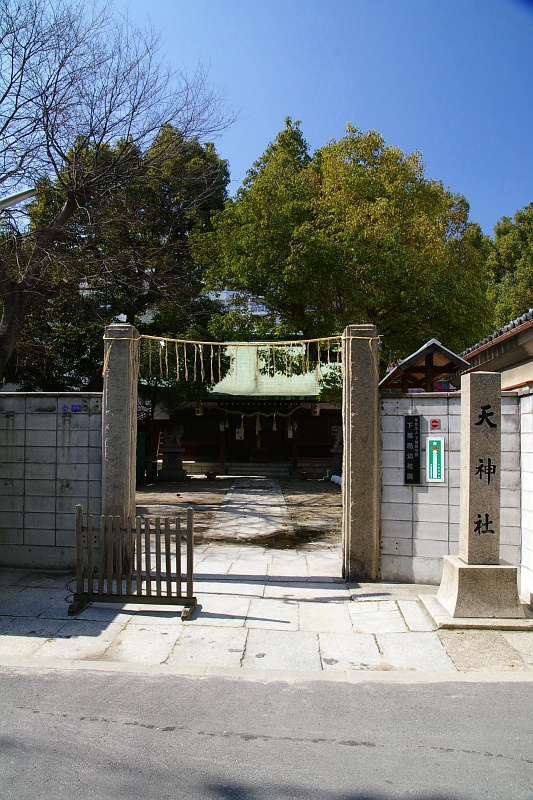

主祭神
- 少彦名命（すくなひこのみこと）
- 菅原道真（すがはら みちざね）

## 由緒
社伝によれば、901年に菅原道真が、藤原時平により九州大宰府へ配転させられた際、当社に参拝し海路の平穏を祈ったと伝えられている。また、一説では天満天神の夏祭りでの「船渡御」での鉾流し神事において、堂島川のその鉾の流れ着いたところに行宮の位置を決めていた際に、流れ着いた時の行宮跡とする説がある。また菅原道真はこの辺りを餓飢島と呼ばれていたのを福島と名づけられた。以降、当社は人々に天神様として尊崇を集められたことが起源とされている。
元禄時代に現在の拝殿が建てられたと伝えられている。1872年 (明治5年) 村社に列せられる。1907年 (明治40年)に 豊光神社を合祀する。

## 境末社
- 豊光神社
- 天照皇大神宮外六坐社
- 宮比事平神社
- 厳島神社 (榎社)

## 福島三天神
上の天神 ： 福島区 福島 2丁目8-1
現在の福島天満宮。菅原道真を祀っている。
中の天神 ： 福島区 福島 4丁目1（下福島公園横）
第二次世界大戦の空襲で消失したため、福島天満宮に合祀された。
下の天神 ： 福島区 玉川 1丁目4-5
当社。

## 現地情報
所在地
- 大阪市福島区玉川1丁目4-5

交通アクセス
- 最寄駅：京阪中之島線 中之島駅 徒歩3分 JR西日本 東西線 新福島駅 徒歩10分 大阪環状線 福島駅 徒歩10分 阪神本線 福島駅 徒歩15分 千日前線 玉川駅 徒歩7分

- 最寄バス停：大阪シティバス 55系統 堂島大橋北詰 徒歩2分 53系統 堂島大橋 徒歩3分